# 오스미촌
오스미촌(일본어: 大住村)은 일본 교토부 쓰즈키군에 설치되었던 촌이다. 현재의 교타나베시 북단에 해당한다.